# Sztuczki
Sztuczki é um filme de drama polonês de 2008 dirigido e escrito por Andrzej Jakimowski. Foi selecionado como representante da Polônia à edição do Oscar 2009, organizada pela Academia de Artes e Ciências Cinematográficas.

## Elenco
- Damian Ul - Stefek
- Ewelina Walendziak - Elka
- Tomasz Sapryk
- Rafal Guzniczak - Jerzy
- Iwona Fornalczyk
- Joanna Liszowska - Violka